# Rolf Landsberg
Rolf Landsberg  (* 28. Februar 1920 in Berlin; † 27. Dezember 2003 ebenda) war ein deutscher Chemiker und Professor für physikalische Chemie. Er war von 1962 bis 1964 Rektor der Technischen Hochschule für Chemie Leuna-Merseburg.

## Werdegang
Rolf Landsberg wurde in einer deutsch-jüdischen Familie als der ältere von zwei Söhnen des Architekten Max Landsberg und der Ärztin Hedwig Landsberg, geb. Hamburger (1888–1956) in Berlin geboren. Sein Vater starb bereits 1930. In Berlin begann Rolf Landsberg 1927 seine Schulausbildung, zuerst in der Volksschule, dann im Heinrich-Kleist-Gymnasium. Von 1934 bis 1937 besuchte er die Quäkerschule St Christopher School in Letchworth in England. Anschließend absolvierte er ein Studium der Chemie in London, das er 1940 abschloss. Sein Bruder Peter und seine Mutter Hedwig emigrierten 1939 nach Großbritannien bzw. Brasilien. 
Bis 1942 wurde Rolf Landsberg in Kanada interniert, da er als Bürger eines feindlichen Staates galt. Schließlich wurde er Angehöriger der britischen Armee, und hier war er insbesondere auch als Dolmetscher in Deutschland tätig.
Im Jahre 1947 verlegte er seinen Wohnsitz wieder nach Deutschland zurück und war zunächst Assistent am Institut für Physikalische Chemie der Humboldt-Universität zu Berlin (HUB). Hier erfolgte 1950 seine Promotion bei Karl Friedrich Bonhoeffer zum Thema „Potenziale bei der Bildung von Niederschlagsmembranen“. Von 1952 bis 1955 war er Dozent für physikalische Chemie an der Ernst-Moritz-Arndt-Universität Greifswald.
1955 wechselte er als Dozent für physikalische Chemie an die Technische Hochschule für Chemie Leuna-Merseburg. Hier erfolgte 1958 seine Habilitation und im Jahre 1959 seine Berufung zum Professor für physikalische Chemie. Von 1962 bis 1964 war er Rektor der TH Leuna-Merseburg als Nachfolger von Heinz Schmellenmeier sowie des nur kurz amtierenden Elmar Profft. In diesem Amt folgte ihm Hans-Joachim Bittrich.
Im Jahre 1964 erfolgte seine Berufung auf den Lehrstuhl für physikalische Chemie und als Direktor des Physikalisch-Chemischen Instituts der Humboldt-Universität zu Berlin (HUB) als Nachfolger von Robert Havemann, der aus politischen Gründen seinen Lehrstuhl vorzeitig verloren hatte. 
Landsberg konzentrierte die Schwerpunkte seiner Forschungsarbeiten in der physikalischen Chemie insbesondere auf die Untersuchung von Oberflächen. Hier an der HUB wirkte er bis zu seiner Emeritierung im Jahre 1985.
Landsberg war Mitglied der Sozialistischen Einheitspartei Deutschlands (SED), der Akademie der Wissenschaften der DDR (AdW) und seit 1993 der Leibniz-Sozietät der Wissenschaften zu Berlin. Er wurde auf dem Evangelischen Laurentius-Kirchhof in Berlin-Köpenick begraben.

## Familie
Rolf Landsberg war verheiratet mit Ingeborg Landsberg (1928–2001). Das Ehepaar hatte drei Kinder: Irene, Lutz und Sonja. Sein Bruder war der deutsch-englische theoretische Physiker und angewandte Mathematiker Peter T. Landsberg (* 8. August 1922 in Berlin - † 14. Februar 2010 in Southampton).

## Schriften (Auswahl)
- Potentiale bei der Bildung von Niederschlagsmembranen. Dissertation, Humboldt-Universität zu Berlin, Mathematisch-naturwissenschaftliche Fakultät 1950.
- Zur Kinetik der Bedeckungsvorgänge an Nickel- und Zinkanoden.  Habilitationsschrift, TH für Chemie Leuna-Merseburg, Fakultät für Stoffwirtschaft 1958.
- Physikalische Chemie für Bauelementeingenieure. Mehrteiliges Werk, Teil: Lehrbrief 4. Verlag Technik, Berlin 1972 (mit H. Löwe).
- Elektrochemische Reaktionen und Prozesse. Deutscher Verlag der Wissenschaften, Berlin 1977 (mit Horst Bartelt).
- Über eine neue oxidische Elektrode von hohem technologischen Wert. Zeitschrift für Chemie 20 (1980) 203–207.
- Probleme der photoelektrischen Nutzung der Sonnenenergie. Mitteilungsblatt Chemische Gesellschaft der DDR 28 (1981) 267–270.